# Malmöligan
Malmöligan var en litterär gruppering bestående av de då unga poeterna Clemens Altgård, Håkan Sandell, Per Linde, Kristian Lundberg, Lukas Moodysson och Martti Soutkari. Gruppen var aktiv i brytningen mellan 1980- och 1990-tal, men är idag upplöst. För eftervärlden är Malmöligan mest känd för scenframträdanden och manifestverksamhet, men medlemmarna gav även ut en antologi, Malmöligan, 1992. På spanska publicerades antologin La Pandilla de Malmö, som översattes av Pancho Pérez Santiago.

## Historia
Medlemmarna i Malmöligan har i olika sammanhang, och delvis av självmytologiserande skäl, försökt placera gruppens födelseår så långt tillbaka i tiden som möjligt. Peter Luthersson har undersökt saken och kommit fram till att gruppens olika medlemmar i olika konstellationer visserligen träffats sedan 1982, men att gruppen som mer eller mindre sammanhållen enhet först benämnde sig som Malmöligan 1986–87. Namn som "den nya generationen Malmöpoeter" och "Unga Malmöpoeter" figurerade dock samtidigt i pressen, vid sidan av "Malmöligan". Kontakter fanns med Köpenhamn, primärt Michael Strunge, vars självmord 1986 fick ligan att formeras. Kristian Lundberg adderades 1986 till gruppen som innan det kan sägas ha bestått av Clemens Altgård, Håkan Sandell och Per Linde. 1987 blev Martti Soutkari och Lukas Moodysson en del av gemenskapen. Altgård fick allt mer rollen som ligaledare och titulerades som "demonproducent" och vid ett tillfälle som "chef för Malmöligans informations- och produktutvecklingsavdelning".
Malmöligan upplöstes i mars 1993, i samband med en kaotisk uppläsning kallad "Sista natten med Malmöligan", på galleriet Adelgatan 5 i Malmö. Konstnären Jonny Ewald och trollkarlen Lasse Flygare medverkade också under kvällen. Två av poeterna vägrade ställa upp på bild i Sydsvenska Dagbladet, och Moodysson ska senare ha vägrat att gå upp på scenen, och sopade istället golvet bland publiken med en kvast. Lundberg kom in i lokalen på en cykel med ett stort krucifix funnet i kyrkan i Kirseberga. Sydsvenska Dagbladet skrev en artikel någon dag efter uppbrottet, och menade där att det istället handlade om en korsfäst cykel. Sandells dåvarande flickvän skall ha fastnat i krucifixet och släpats med upp på scen. Två poeter knuffade ner en tredje från scenen. Allt slutade med slagsmål utanför lokalen.
Gruppen hade en återförening 2006 under Internationella Poesidagarna i Malmö.

## Ligans litterära idéer
Sandell var tidigt (1986) tydlig med att Malmöligans poesiprojekt riktade sig mot "den slutna akademiska poesin". Poetens uppgift var, enligt Altgård 1991, att ge röst åt de grupper i samhället som inte har någon egen. Moodysson sade 1989 att gruppen var att betrakta som "arbetarklasspoeter". Vid samma tillfälle ställde sig samtliga i Malmöligan bakom idén att deras diktning riktar sig mot det akademiska. Peter Luthersson menar att detta akademiska avståndstagande bör ha haft två syften: "inrikespolitiskt" och "utrikespolitiskt". Utrikespolitiskt genom "rivalitet i samtiden" – Malmöligan identifierade sig med det marginaliserade: periferi mot centrum, Skåne mot huvudstaden, gatan mot finrummet. Inrikespolitiskt genom ett kluvet förhållande till 50-talets Lundaskola (Göran Printz-Påhlson, Majken Johansson m.fl.) – ett förhållande med respekt för kampen i marginalen mot i första hand "huvudstadspoeter", men samtidigt blandad med skepsis och avståndstagande för just det akademiska.
Altgård uttryckte sig 2006 om vad som skilde ut Malmöligan från andra poetiska grupperingar på 80-talet: "Vi fick ta initiativet själva. [...] Ingen skulle göra det åt oss. Vi hämtade inspiration från punkens respektlöshet. Då fanns det inte en massa skrivarlinjer där man fick lära sig att skriva något slags poesi. Det fick vi göra själva. Vi var ett gatans parlament. Vi fanns ute i verkligheten, i miljöer som andra inte rörde sig i. Det formade och påverkade vår lyrik."
Sandell menade 2006 att Malmöligan hade en gemensam lyrisk plattform, en misstro mot den "resulterande [modernistiska] diktens definitet": "Vi trodde hellre på poesin som en oändlig variabel, den verkliga mästarsignaturen hos en poet var att han kunde variera en metafor på tio olika sätt för samma bild". Moodysson menade dock i en intervju 2011 att Malmöligan mer var en "lekstuga" än en litterär gruppering med manifest, men att "[d]et fanns något befriande i Malmöligan". Han menade även att tiden i Malmöligan präglades av uppläsningar som "urartade".
Ett av Malmöligans flygblad exemplifierar gruppens upproriska sida: "Avantgarde är för oss / Det första steget – inte sista skriket / Bildernas täthet / Att rensa ut det överflödiga / Att stena skenbilderna / Gängkrig som modell för skapandet"